# Лабковський Михайло Олександрович
Лабковський Михайло Олександрович — (нар. 17 червня 1961, Москва, СРСР) - російський психолог, письменник, юрист, телеведучий і радіоведучий.
Журнал Forbes визнав його найбільш впізнаваним психологом Росії з доходом 130 млн рублів на рік. Володар срібної кнопки YouTube. Автор книги-бестселера «Хочу і буду. Прийняти себе, полюбити життя і стати щасливим» (2017) року, тираж якої в 2017 році становить 226 000 примірників.